# Nuevo Jalisco
Nuevo Jalisco är en ort i Mexiko.   Den ligger i kommunen Castillo de Teayo och delstaten Veracruz, i den sydöstra delen av landet, 210 km nordost om huvudstaden Mexico City. Nuevo Jalisco ligger 95 meter över havet och antalet invånare är 268.
Terrängen runt Nuevo Jalisco är kuperad åt sydväst, men åt nordost är den platt. Runt Nuevo Jalisco är det ganska tätbefolkat, med 78 invånare per kvadratkilometer. Närmaste större samhälle är Álamo, 15,4 km norr om Nuevo Jalisco. Trakten runt Nuevo Jalisco består till största delen av jordbruksmark.